# Leonardo Balerdi
Leonardo Julián Balerdi Rosa, noto semplicemente come Leonardo Balerdi (Villa Mercedes, 26 gennaio 1999), è un calciatore argentino, difensore dell'Olympique Marsiglia, di cui è capitano, e della nazionale argentina.

## Caratteristiche tecniche
Nato come centrocampista centrale, nel settore giovanile xeneize viene arretrato in difesa. Abile in marcatura e dotato di una buona tecnica di base grazie ai trascorsi sulla mediana, viene paragonato ad Andrea Barzagli per eleganza nelle chiusure e solidità difensiva.

## Carriera

### Club

#### Gli inizi ed il Boca Juniors
Cresciuto nello Sportivo Puyrredon, nel 2013 entra a far parte del settore giovanile del Boca Juniors. Esordisce in prima squadra il 27 agosto 2018 disputando da titolare l'incontro di campionato pareggiato 0-0 contro l'Huracán.

#### Borussia Dortmund
Il 14 gennaio 2019 viene acquistato a titolo definitivo dal Borussia Dortmund per una cifra che si aggira tra i 15 e i 20 milioni di euro.

#### Olympique Marsiglia
Il 21 luglio 2020 viene ceduto in prestito con diritto di riscatto fissato a 15 milioni di euro all'Olympique Marsiglia.
Il 3 luglio 2021 viene riscattato dal club francese, con il quale sottoscrive un contratto di 5 anni.

## Statistiche

### Presenze e reti nei club
Statistiche aggiornate al 15 marzo 2025.
| Stagione                    | Squadra                     | Campionato                  | Campionato | Campionato | Coppe nazionali | Coppe nazionali | Coppe nazionali | Coppe continentali | Coppe continentali | Coppe continentali | Altre coppe | Altre coppe | Altre coppe | Totale | Totale |
| Stagione                    | Squadra                     | Comp                        | Pres       | Reti       | Comp            | Pres            | Reti            | Comp               | Pres               | Reti               | Comp        | Pres        | Reti        | Pres   | Reti   |
| --------------------------- | --------------------------- | --------------------------- | ---------- | ---------- | --------------- | --------------- | --------------- | ------------------ | ------------------ | ------------------ | ----------- | ----------- | ----------- | ------ | ------ |
| 2017-2018                   | Boca Juniors                | PD                          | 0          | 0          | CA              | 0               | 0               | CL                 | 0                  | 0                  | SA          | -           | -           | 0      | 0      |
| 2018-gen. 2019              | Boca Juniors                | PD                          | 5          | 0          | CA+CdS          | -               | -               | CL                 | 1                  | 0                  | SA          | -           | -           | 6      | 0      |
| Totale Boca Juniors         | Totale Boca Juniors         | Totale Boca Juniors         | 5          | 0          |                 | 0               | 0               |                    | 1                  | 0                  |             | -           | -           | 6      | 0      |
| gen.-giu. 2019              | Borussia Dortmund II        | RL                          | 4          | 1          | -               | -               | -               | -                  | -                  | -                  | -           | -           | -           | 4      | 1      |
| 2019-2020                   | Borussia Dortmund II        | RL                          | 8          | 0          | -               | -               | -               | -                  | -                  | -                  | -           | -           | -           | 8      | 0      |
| Totale Borussia Dortmund II | Totale Borussia Dortmund II | Totale Borussia Dortmund II | 12         | 1          |                 | -               | -               |                    | -                  | -                  |             | -           | -           | 12     | 1      |
| gen.-giu. 2019              | Borussia Dortmund           | BL                          | 0          | 0          | CG              | -               | -               | UCL                | 0                  | 0                  | -           | -           | -           | 0      | 0      |
| 2019-2020                   | Borussia Dortmund           | BL                          | 7          | 0          | CG              | 0               | 0               | UCL                | 1                  | 0                  | SG          | -           | -           | 8      | 0      |
| Totale Borussia Dortmund    | Totale Borussia Dortmund    | Totale Borussia Dortmund    | 7          | 0          |                 | 0               | 0               |                    | 1                  | 0                  |             | -           | -           | 8      | 0      |
| 2020-2021                   | Olympique Marsiglia         | L1                          | 21         | 2          | CF              | 1               | 0               | UCL                | 3                  | 0                  | SF          | 0           | 0           | 25     | 2      |
| 2021-2022                   | Olympique Marsiglia         | L1                          | 17         | 0          | CF              | 3               | 0               | UEL+UECL           | 2+2                | 0                  | -           | -           | -           | 24     | 0      |
| 2022-2023                   | Olympique Marsiglia         | L1                          | 35         | 0          | CF              | 3               | 0               | UCL                | 6                  | 1                  | -           | -           | -           | 44     | 1      |
| 2023-2024                   | Olympique Marsiglia         | L1                          | 27         | 2          | CF              | 2               | 0               | UCL+UEL            | 1+12               | 0+0                | -           | -           | -           | 42     | 2      |
| 2024-2025                   | Olympique Marsiglia         | L1                          | 22         | 0          | CF              | 2               | 0               | -                  | -                  | -                  | -           | -           | -           | 24     | 0      |
| Totale Olympique Marsiglia  | Totale Olympique Marsiglia  | Totale Olympique Marsiglia  | 122        | 4          |                 | 11              | 0               |                    | 26                 | 1                  |             | 0           | 0           | 159    | 5      |
| Totale carriera             | Totale carriera             | Totale carriera             | 146        | 5          |                 | 11              | 0               |                    | 28                 | 1                  |             | 0           | 0           | 185    | 6      |

### Cronologia presenze e reti in nazionale
| Cronologia completa delle presenze e delle reti in nazionale ― Argentina | Cronologia completa delle presenze e delle reti in nazionale ― Argentina | Cronologia completa delle presenze e delle reti in nazionale ― Argentina | Cronologia completa delle presenze e delle reti in nazionale ― Argentina | Cronologia completa delle presenze e delle reti in nazionale ― Argentina | Cronologia completa delle presenze e delle reti in nazionale ― Argentina | Cronologia completa delle presenze e delle reti in nazionale ― Argentina | Cronologia completa delle presenze e delle reti in nazionale ― Argentina |
| Data                                                                     | Città                                                                    | In casa                                                                  | Risultato                                                                | Ospiti                                                                   | Competizione                                                             | Reti                                                                     | Note                                                                     |
| ------------------------------------------------------------------------ | ------------------------------------------------------------------------ | ------------------------------------------------------------------------ | ------------------------------------------------------------------------ | ------------------------------------------------------------------------ | ------------------------------------------------------------------------ | ------------------------------------------------------------------------ | ------------------------------------------------------------------------ |
| 10-9-2019                                                                | San Antonio                                                              | Argentina                                                                | 4 – 0                                                                    | Messico                                                                  | Amichevole                                                               | -                                                                        | 83’                                                                      |
| 13-10-2019                                                               | Elche                                                                    | Ecuador                                                                  | 1 – 6                                                                    | Argentina                                                                | Amichevole                                                               | -                                                                        | 82’                                                                      |
| 10-10-2024                                                               | Maturín                                                                  | Venezuela                                                                | 1 – 1                                                                    | Argentina                                                                | Qual. Mondiali 2026                                                      | -                                                                        | 68’                                                                      |
| 14-11-2024                                                               | Asunción                                                                 | Paraguay                                                                 | 2 – 1                                                                    | Argentina                                                                | Qual. Mondiali 2026                                                      | -                                                                        | 46’                                                                      |
| 19-11-2024                                                               | Buenos Aires                                                             | Argentina                                                                | 1 – 0                                                                    | Perù                                                                     | Qual. Mondiali 2026                                                      | -                                                                        | 90’                                                                      |
| 21-3-2025                                                                | Montevideo                                                               | Uruguay                                                                  | 0 – 1                                                                    | Argentina                                                                | Qual. Mondiali 2026                                                      | -                                                                        | 87’                                                                      |
| 5-6-2025                                                                 | Santiago del Cile                                                        | Cile                                                                     | 0 – 1                                                                    | Argentina                                                                | Qual. Mondiali 2026                                                      | -                                                                        | 79’                                                                      |
| 10-6-2025                                                                | Buenos Aires                                                             | Argentina                                                                | 1 – 1                                                                    | Colombia                                                                 | Qual. Mondiali 2026                                                      | -                                                                        | 90+1’                                                                    |
| Totale                                                                   |                                                                          | Presenze                                                                 | 8                                                                        |                                                                          | Reti                                                                     | 0                                                                        |                                                                          |

| Cronologia completa delle presenze e delle reti in nazionale ― Argentina olimpica | Cronologia completa delle presenze e delle reti in nazionale ― Argentina olimpica | Cronologia completa delle presenze e delle reti in nazionale ― Argentina olimpica | Cronologia completa delle presenze e delle reti in nazionale ― Argentina olimpica | Cronologia completa delle presenze e delle reti in nazionale ― Argentina olimpica | Cronologia completa delle presenze e delle reti in nazionale ― Argentina olimpica | Cronologia completa delle presenze e delle reti in nazionale ― Argentina olimpica | Cronologia completa delle presenze e delle reti in nazionale ― Argentina olimpica |
| Data                                                                              | Città                                                                             | In casa                                                                           | Risultato                                                                         | Ospiti                                                                            | Competizione                                                                      | Reti                                                                              | Note                                                                              |
| --------------------------------------------------------------------------------- | --------------------------------------------------------------------------------- | --------------------------------------------------------------------------------- | --------------------------------------------------------------------------------- | --------------------------------------------------------------------------------- | --------------------------------------------------------------------------------- | --------------------------------------------------------------------------------- | --------------------------------------------------------------------------------- |
| 17-11-2019                                                                        | Buenos Aires                                                                      | Argentina olimpica                                                                | 1 – 0                                                                             | Brasile olimpica                                                                  | Amichevole                                                                        | -                                                                                 |                                                                                   |
| Totale                                                                            |                                                                                   | Presenze                                                                          | 1                                                                                 |                                                                                   | Reti                                                                              | 0                                                                                 |                                                                                   |

## Palmarès

### Club
- Supercoppa di Germania: 1

Borussia Dortmund: 2019